# Leandro Costa Miranda Moraes
Leandro Costa Miranda Moraes (sinh ngày 18 tháng 7 năm 1983) là một cầu thủ bóng đá người Brasil.

## Sự nghiệp câu lạc bộ
Leandro Costa Miranda Moraes đã từng chơi cho Vissel Kobe.

## Thống kê câu lạc bộ

### J.League
| Đội         | Năm       | J.League | J.League | J.League Cup | J.League Cup | Tổng cộng | Tổng cộng |
| Đội         | Năm       | Trận     | Bàn      | Trận         | Bàn          | Trận      | Bàn       |
| ----------- | --------- | -------- | -------- | ------------ | ------------ | --------- | --------- |
| Vissel Kobe | 2004      | 11       | 2        | 4            | 0            | 15        | 2         |
| Tổng cộng   | Tổng cộng | 11       | 2        | 4            | 0            | 15        | 2         |